# Хессин, Александр Борисович
Александр Борисович Хессин (Хесин; 1869—1955) — русский и советский музыкальный деятель, композитор и дирижёр, музыкальный педагог, заслуженный деятель искусств РСФСР.

## Биография
Родился в еврейской купеческой семье. Его отец Борис Яковлевич Хесин (1843—?) был занят в банковском деле своего младшего брата — купца первой гильдии Павла Яковлевича Хесина (1847—?); мать Берта Хесина была домохозяйкой. В 1893 году окончил юридический факультет Санкт-Петербургского университета. Музыку изучал под руководством сначала матери-пианистки, затем Книна. После окончания университета по настоянию П. И. Чайковского, обратившего внимание на его музыкальные способности, решил посвятить себя музыке. В 1897 году поступил в Санкт-Петербургскую консерваторию и через 2 года получил звание свободного художника по теории композиции класса профессора Η. Ф. Соловьева. В 1899 году впервые выступил в качестве композитора и дирижёра со своей кантатой «Цыгане» (на текст из поэмы Пушкина), написанной для оркестра, хора и солистов и исполненной в Павловске в день 100-летнего юбилея Пушкина.
В 1899 году совершенствовался как дирижёр в Лейпциге под руководством Артура Никиша, а затем Мотля, под руководством которого работал в Карлсруэ; в следующем году дирижировал там симфоническим концертом, посвящённым памяти Чайковского. С 1901 по 1902 год был дирижёром в опере Бреслау. Императорское Русское Музыкальное Общество пригласило Хессина продирижировать в Санкт-Петербурге 2 симфоническими концертами в 1901 году и 4 в 1902 году. Приглашение возобновлялось и в течение последующих двух сезонов, поскольку концерты были весьма успешными. Одновременно Хессин дирижировал симфоническими концертами в Москве, Киеве, Одессе, Харькове, Казани и других городах. В 1905 году был избран директором Московского филармонического училища (3-я русская консерватория), но вследствие событий, связанных с Революцией 1905 года, был вынужден покинуть училище. После своего директорства в течение трёх сезонов дирижировал концертами в Павловске и наряду с этим выступал за границей (в Берлине, Париже, Лондоне), получив в то время как дирижёр уже общеевропейскую известность. С 1910 года занимал должность главного дирижёра и заведующего всей музыкальной частью симфонических концертов графа Шереметева.
В 1915—1917 гг. оперный дирижер Народного дома, в 1918—1919 гг. Мариинского театра. В 1920 году возглавил Государственный оркестр Петрограда. В 1929 году получил звание заслуженного деятеля искусств РСФСР. В советский период неоднократно гастролировал по СССР, с 1935 по 1941 год преподавал в Московской консерватории; с 1936 по 1938 год был художественным руководителем оперной студии при консерватории, а с 1939 года — её главным дирижёром; в том же году получил звание профессора консерватории. С 1941 по 1943 гг. являлся заведующим кафедрой оперной подготовки в Свердловской консерватории. С 1943 по 1953 год был руководителем и консультантом Ансамбля советской оперы ВТО. В 1959 году была опубликована книга воспоминаний его авторства.
Похоронен на Донском кладбище.